# Ulrich Hampicke
Ulrich Hampicke (* 18. März 1944) ist ein deutscher Agrarwissenschaftler und Umweltökonom. Er war Professor an der Universität Kassel und an der Ernst-Moritz-Arndt-Universität Greifswald.

## Wissenschaftlicher Werdegang
Hampicke studierte von 1967 bis 1972 an der Technischen Universität Berlin Agrarwissenschaften. Danach war er bis 1974 an der TU Berlin agrarwissenschaftlich beschäftigt. 1976 wurde er dort zum Doktor der Agrarwissenschaften promoviert. Er arbeitete dann Ende der 1970er Jahre bei der interdisziplinären Arbeitsgruppe für Umwelt, Gesellschaft und Energie (A.U.G.E.) der Universität Essen. Von 1980 bis 1996 hatte er eine Professur für Umwelt- und Ressourcenökonomik an der Universität Kassel inne.
Am 1. März 1996 übernahm er den von der Deutschen Bundesstiftung Umwelt bis 2001 geförderten und neu eingerichteten Lehrstuhl für „Landschaftsökonomie“ an der Ernst-Moritz-Arndt-Universität Greifswald. Der Lehrstuhl war auf Initiative von Michael Succow für den Studiengang „Landschaftsökologie und Naturschutz“ eingerichtet worden. Das Fach vertrat Hampicke in Greifswald bis zu seiner Pensionierung im Jahr 2009.

## Publikationen
Hampicke veröffentlichte zahlreiche Fachartikel und Buchbeiträge.
Buch (Auswahl)
- Ulrich Hampicke: Kulturlandschaft und Naturschutz: Probleme – Konzepte – Ökonomie. Springer 2013, ISBN 978-3-8348-8236-3.
- Ulrich Hampicke: Kulturlandschaft – Äcker, Wiesen, Wälder und ihre Produkte: Ein Lesebuch für Städter. Springer 2018, ISBN 978-3-662-57753-0.